# Зар-Таш
Зар-Таш (кирг. Зар-Таш) — село в Баткенском районе Баткенской области Кыргызстана. Входит в состав айылного аймака Торт-Гуль.

## География
Село расположено в центральной части области, на левом берегу реки Сох, вблизи государственной границы с Узбекистаном, на расстоянии приблизительно 25 километров (по прямой) к северо-востоку от города Баткена, административного центра области и района. Абсолютная высота — 764 метра над уровнем моря.

## Население
Согласно оценочным данным Национального статистического комитета Кыргызской Республики, численность населения села на начало 2023 года составляла 1063 человека.
| год     | 2009 | 2014 | 2015 | 2020 | 2021 | 2023 |
| ------- | ---- | ---- | ---- | ---- | ---- | ---- |
| человек | 589  | 742  | 742  | 905  | 915  | 1063 |